# Ільницький Юрій Васильович
Юрій Васильович Ільницький (нар. 23 грудня 1924, село Розтока, Чехословаччина, тепер Закарпатська область — 18 червня 2016, місто Ужгород, Україна) — партійний діяч Української РСР, 1-й секретар Закарпатського обкому КПУ. Член ЦК КПУ у вересні 1961 — лютому 1981 р. Депутат Верховної Ради СРСР 6—10-го скликань.

## Біографія
Народився у родині незаможних верховинських селян. У 12 років залишився без батька і разом з старшими братами Іваном (1916 р.н.) та Михайлом (1917 р.н.) працював у родинному господарстві. У 1938 році вступив до Волівської горожанської школи.
З 1945 року працював рахівником Волівського окружного комітету КП Закарпатської України, де він у 1945 році й вступив до Комуністичної партії. У 1946 р. — слухач Закарпатської обласної радянської партійної школи у Ужгороді.
У 1947—1948 роках — інструктор Волівського (Міжгірського) окружного комітету КП(б)У Закарпатської області.
У грудні 1948 — січні 1950 р. — 2-й секретар Воловецького окружного комітету КП(б)У Закарпатської області. У січні 1950 — вересні 1951 р. — 1-й секретар Воловецького окружного комітету КП(б)У Закарпатської області.
У 1951—1954 роках — слухач Вищої партійної школи при ЦК КПУ в Києві.
З серпня по грудень 1954 року — інспектор ЦК КП України по Вінницькій та Хмельницькій областях.
У грудні (затв.) 1954—1957 роках — секретар Закарпатського обласного комітету КП України.
У 1957—1959 роках — 1-й секретар Ужгородського міського комітету КП України.
У грудні 1959—1962 роках — 2-й секретар Закарпатського обласного комітету КП України.
З 5 лютого 1962 р. по 2 грудня 1980 р. — 1-й секретар Закарпатського обласного комітету КП України. Користувався особистою прихильністю Л. І. Брежнєва.
Обирався делегатом XXII (1961), XXIII (1966), XXIV (1971) і XXV (1976) з'їздів КП України. Обирався депутатом Верховної Ради СРСР 6-го (1962—1966; член Ради Союзу від Закарпатської області), 7-го (1966—1970); член Ради Національностей від Української РСР), 8-го (1970—1974); член Ради Національностей від Української РСР), 9-го (1974—1979); член Ради Національностей від Української РСР) і 10-го скликань (1979—1984); член Ради Національностей від Української РСР).
Автор мемуарів «Спомини: із прожитого і пережитого».

## Нагороди
- два ордени Леніна (1966, 1971)
- орден Трудового Червоного Прапора (1976)
- орден Жовтневої Революції (1973)
- орден «За заслуги» ІІІ-го ст. (2006) — за вагомий особистий внесок в соціально-економічний розвиток регіону, вагомі трудові досягнення і з нагоди Дня Соборності України
- золотий Орден праці (Угорська Народна Республіка)
- орден Румунії
- два ордени Чехословаччини
- медалі
- Почесна грамота Президії Верховної Ради Української РСР (14.01.1975)
- почесний громадянин міста Ужгорода (2012)
- подяка Закарпатської обласної ради (2011)